# Frankrigs forfatning
Frankrigs forfatning (fransk: la constitution française) er Den franske forfatning af 4. oktober 1958. Den består af 16
kapitler, der er underinddelt i et antal artikler, der definerer Frankrig som nation og landets forhold til omverdenen.

## Historisk oversigt
| Konstitution                         | Regering               | Dato(er)                                |
| ------------------------------------ | ---------------------- | --------------------------------------- |
| Franske forfatning (1791)            |                        | 3. og 4. september 1791                 |
| Franske forfatning (1793)            | Første republik        | 24. juni 1793                           |
| Franske forfatning (1795)            | Direktoriet            | 22. august 1795 (5 fructidor År III)    |
| Franske forfatning (1799)            | Konsulatet             | 13. december 1799 (22 frimaire År VIII) |
| Franske forfatning (1802)            | Konsulatet for livet   | 4. august 1802 (16 thermidor År X)      |
| Franske forfatning (1804)            | Emperiet               | 18. maj 1804 (28 floréal År XII)        |
| Pagten af 1814                       | 1ste Restauration      | 4. juni 1814                            |
| Tillægget til rigets forfatninger    | De hundrede dage       | 23. april 1815                          |
| Pagten af 1830                       | Julimonarkiet          | 14. august 1830                         |
| Franske forfatning (1848)            | II Republik            | 4. november 1848                        |
| Franske forfatning (1852)            | II kejserrige          | 14. januar 1852                         |
| Franske forfatning (1875)            | III Republik           | 24-25. februar og 16. juli 1875         |
| Loi constitutionnelle du 2 nov. 1945 | Det provisoriske styre | 2. november 1945                        |
| Franske forfatning (1946)            | IV Republik            | 27. oktober 1946                        |
| Franske forfatning (1958)            | V Republik             | 4. oktober 1958                         |